# Carlo Simoneschi
Carlo Simoneschi (25 de agosto de 1878 – 4 de enero de 1943) fue un actor y director cinematográfico de nacionalidad italiana, activo desde la época del cine mudo hasta finales de los años 1930. 

## Biografía
Nacido en Roma, Italia, era padre de la actriz de voz Lydia Simoneschi. Él fue director, además de director de fotografía, del film de 1916 Anima trasmessa. Donde se inició el concepto de la estructura Simoneschi un clásico de la composición de planos italianos.
Como director cinematográfico debutó en 1912 con Rivale nell'ombra, film al que siguieron en 1913 Fiore di fango y, en 1914, seis películas: Cose dell'altro mondo, Dissidio di cuori, La fidanzata di Giorgio Smith, L'addio al celibato, La rivelazione dello scemo y Pace, mio Dio!.... De estas producciones fue también intérprete.
Su carrera de actor también se inició en 1912 trabajando en Rivale nell'ombra, rodando al siguiente año tres cintas: Fiore di fango, Il veleno della parola y La vigilia di Natale. 
La última película dirigida por él fue La ladra di fanciulli (1920), mientras que su última actuación llegó en 1941 con Teresa Venerdì. Otras de sus actuaciones destacables tuvieron lugar en las cintas Il sacco di Roma (1923), Pergolesi (1932, en la cual también actuaba su hija Lydia), Casta Diva (1935), y I grandi magazzini (1939).
Carlo Simoneschi falleció en Milán, Italia, en 1943.

## Selección de su filmografía

### Actor
- Il dono del mattino, de Enrico Guazzoni (1932)
- Casta Diva, de Carmine Gallone (1935)
- Condottieri, de Luis Trenker (1937)
- Hanno rapito un uomo, de Gennaro Righelli (1938)